# Jamaicavruchtenvampier
De Jamaicavruchtenvampier (Artibeus jamaicensis) is een vleermuis uit de familie der bladneusvleermuizen van de Nieuwe Wereld (Phyllostomatidae). Ondanks zijn naam is de soort niet verwant aan de vampiervleermuizen (Desmodontinae).

## Beschrijving
Over zijn gezicht lopen meestal vier bleke strepen, boven en onder de ogen. De bovenzijde van de vacht bestaat uit verscheidene bruine tinten. De onderzijde is wat bleker en grijziger dan de bovenzijde. De oren zijn gepunt. Hij wordt gemiddeld 80 millimeter lang en 42 gram zwaar. Deze soort heeft geen staart.

## Gedrag
De belangrijkste voedselbron is de vijg, maar hij eet ook ander fruit (mango, avocado, banaan), noten, de pulp om wilde amandelen, nectar, stuifmeel en bloemen. Waarschijnlijk eet hij ook insecten. Na vijftien tot twintig minuten verlaat het voedsel het spijsverteringsstelsel weer. De uitwerpselen van de Jamaicavruchtenvampier ruiken daardoor nog naar de gegeten vruchten. Doordat zaden vrij snel (en dus onverteerd) zijn spijsverteringsstelsel verlaten, is de soort een belangrijke verspreider van zaden.
Deze vleermuis vliegt soms in kleine groepen uit. Als één vleermuis wordt gegrepen door een roofdier (bijvoorbeeld uilen, slangen, vleermuisvalk) of een mens, slaakt hij kreten uit, waarop de andere vleermuizen het roofdier aanvallen.
De vleermuis verblijft in gebouwen, grotten en holle bomen. Soms bouwen ze ook 'tenten' door enkele nerven van een blad door te bijten, waardoor deze zichzelf opvouwt. De Jamaicavruchtenvampier maakt zijn tenten meestal in planten uit de aronskelk- of palmenfamilie. 's Nachts vliegt de vruchtenvampier regelmatig uit, op zoek naar voedsel. Hij vliegt minder vaak uit op heldere nachten. Hij eet zijn voedsel op in nabijgelegen tijdelijke nachtverblijven. Tegen de ochtend trekt hij naar een permanente verblijfplaats.
De Jamaicavruchtenvampier kent harems: meestal bestaande uit één mannetje en drie tot vijfentwintig vrouwtjes, die hij verdedigt tegen andere mannetjes. Deze harems bevinden zich in holle bomen. Ook bestaan er mannengroepjes en groepjes van vrouwtjes die zich niet voortplanten.
In Panama is een geboortepiek in maart en april, en één in juli en augustus. Na de werptijd volgt de paartijd. De soort kent een verlengde draagtijd, waarbij in september de ontwikkeling van het embryo stopt, om in november weer verder te gaan. In andere gebieden (Colombia, Yucatán) worden het hele jaar rond jongen geboren. Waarschijnlijk is er een verband tussen de worpen en het aanbod aan vijgen. De vruchtenvampier krijgt één, soms twee jongen per worp. De jongen worden tijdens het zoeken naar voedsel in crèches achtergelaten. Als de jonge vrouwelijke vruchtenvampiers het nest verlaten, gaan ze op zoek naar andere harems.
De Jamaicavruchtenvampier kan zeker tien jaar oud worden.

## Verspreiding
De Jamaicavruchtenvampier leeft in vochtige tropische en subtropische bossen in Midden-Amerika, noordelijk Colombia en Venezuela en op de Bahama's en Grote en Kleine Antillen, zuidelijk tot Saint Lucia. Mogelijk komt het dier ook voor op de Florida Keys De Zuid-Amerikaanse soorten Artibeus planirostris en Artibeus obscurus worden ook regelmatig tot de Jamaicavruchtenvampier gerekend, maar zijn genetisch nauwer aan andere soorten en aan elkaar verwant. Een andere traditionele ondersoort, Artibeus triomylus, is de nauwste genetische verwant van de Jamaicavruchtenvampier, maar verschilt genetisch genoeg van die soort om als een aparte soort te worden gezien. Binnen de Jamaicavruchtenvampier is de voornaamste genetische scheiding die tussen de ondersoort jamaicensis op de eilanden en de andere ondersoorten op het vasteland van Midden- en Zuid-Amerika.